# Cykelvasan
Cykelvasan är det största cykelloppet på mountainbike i Sverige, kört sedan 2009, med Vasaloppet som arrangör. Flera olika lopp och sträckor ingår i det som i vardagligt tal kallas Cykelvasan. Huvudloppet Cykelvasan 90 lockar varje år 13 000 anmälda deltagare.

## Historik och genomförande
Förebilden för Cykelvasan var Birkebeinerrittet som körs i Norge. Sommaren 2008 provkörde ett antal cyklister Vasaloppsleden mellan Sälen och Mora och redan året därpå (2009) hade loppet sin premiär. Redan premiäråret anmälde sig nästan 2 000 cyklister till Cykelvasans tre lopp Cykelvasan 90, Cykelvasan 30 och Cykelvasan 45. År 2012 genomfördes den första Ungdomscykelvasan och 2015 den första Cykelvasan Öppet Spår (med vinterns Öppet Spår som förebild). Cykelvasan ställdes in år 2020 på grund av Covid-19-pandemin och året efter deltog endast eliten av samma skäl. 
Huvudloppet Cykelvasan 90 är egentligen 94 kilometer långt och startar förstås i Sälen och avslutas i Mora - precis som vinterns klassiska Vasalopp. Från och med 2016 är deltagartaket 13 000 anmälda i Cykelvasan 90 och loppet har tävlingsklass för herrar och damer samt en motionsklass. Alla deltagare startar inte samtidigt utan de startar efter hand i flera startgrupper under tävlingsdagen, vanligtvis den andra lördagen i augusti. 
Vasaloppet jobbar kontinuerligt med att förbättra banan för loppet, stigar och grusvägar har anlagts, och numera körs hela sträckan utanför trafikerade vägar.

## Andra cykellopp
I samband med Cykelvasan 90, körs flera andra cykellopp under Vasaloppets sommarvecka:
| Lopp                   | Klass   | Anmärkning                                          |
| ---------------------- | ------- | --------------------------------------------------- |
| Cykelvasan 90          | tävling | deltagare måste ha fyllt 17 år                      |
| Cykelvasan 90          | motion  | deltagare måste ha fyllt 12 år                      |
| Cykelvasan 45          | motion  | deltagare måste ha fyllt 12 år                      |
| Cykelvasan 30          | motion  | deltagare måste ha fyllt 8 år                       |
| Cykelvasan Öppet Spår  | motion  | deltagare måste ha fyllt 12 år                      |
| Ungdomscykelvasan      | tävling | Klasser: HD 11-12, HD 13-14 och HD 15-16            |
| Cykelvasasprinten      | tävling | uppvisningslopp för särskilt inbjudna elitcyklister |
| Barnens Vasalopp cykel | motion  | körs i olika distanser i både Sälen och Mora        |

## Dödsolycka
Den 9 augusti 2019 omkom en 65-årig man under Öppet spår vid Oxberg, sedan han fallit till marken och hans liv inte gick att rädda fastän andra deltagare utförde hjärt- och lungräddning.

## Slutsegrare Cykelvasan 90

### Herrar
| Årtal           | Slutsegrare                                          | Tid       | Källor |
| --------------- | ---------------------------------------------------- | --------- | ------ |
| 16 augusti 2009 | Matthias Wengelin, Cykloteket RT                     | 2.43.27   | [ 7 ]  |
| 14 augusti 2010 | Magnus Darvell, Team Kalas/Pedalogerna               | 2.39.00   | [ 7 ]  |
| 13 augusti 2011 | Jesper Dahlström, Motala AIF CK                      | 2.47.32   | [ 7 ]  |
| 11 augusti 2012 | Jesper Dahlström, Team Cykelcity                     | 2.47.20   | [ 7 ]  |
| 17 augusti 2013 | Fredrik Ericsson, CK Cykelcity                       | 2.43.01   | [ 7 ]  |
| 16 augusti 2014 | Johan Landström, Motala AIF / SCOTT                  | 2.45.59   | [ 7 ]  |
| 15 augusti 2015 | Alexander Wetterhall, Team Tre Berg, Bianchi         | 2.44.35   | [ 7 ]  |
| 13 augusti 2016 | Lucas Eriksson, Serneke Allebike CK                  | 2.40.04   | [ 8 ]  |
| 12 augusti 2017 | Jonas Ahlstrand, Team Ormsalva                       | 2.41.26   | [ 9 ]  |
| 11 augusti 2018 | Michael Olsson, Team Serneke Allebike                | 2.40.16   | [ 10 ] |
| 10 augusti 2019 | Emil Lindgren, Team Serneke Allebike                 | 2:48:41   | [ 11 ] |
| 15 augusti 2020 | Inställt                                             |           | [ 4 ]  |
| 19 oktober 2021 | Kristian Klevgård, IK Hero, Norge                    | 2.45.29   | [ 12 ] |
| 13 oktober 2022 | Emil Lindgren Serneke Allebike CK                    | 2.43.00   | [ 13 ] |
| 12 augusti 2023 | Kristian Klevgård, IK Hero, Norge                    | 2.51.31   | [ 14 ] |
| 10 augusti 2024 | Simon Andreassen, Cannondale Factory Racing, Danmark | 2.42.10.7 | [ 15 ] |
| 9 augusti 2025  | Østen Brovold Midtsundstad, Solør CK, Norge          | 2.35.58.8 | [ 16 ] |

### Damer
| Årtal           | Slutsegrare                                              | tid     | Källor |
| --------------- | -------------------------------------------------------- | ------- | ------ |
| 16 augusti 2009 | Hanna Bergman, Norge                                     | 3.09.05 | [ 7 ]  |
| 14 augusti 2010 | Emmy Thelberg, Härnösands CK                             | 2.54.53 | [ 7 ]  |
| 13 augusti 2011 | Pia Sundstedt, Finland                                   | 2.56.19 | [ 7 ]  |
| 11 augusti 2012 | Jennie Stenerhag, Falu CK                                | 3.02.36 | [ 7 ]  |
| 17 augusti 2013 | Alexandra Engen, GHOST Factory Racing Team/Jönköpings CK | 2.55.37 | [ 7 ]  |
| 16 augusti 2014 | Hildegunn Gjertrud Hovdenak, Norge                       | 2.53.44 | [ 7 ]  |
| 15 augusti 2015 | Jennie Stenerhag, Falu CK                                | 2.57.22 | [ 7 ]  |
| 13 augusti 2016 | Jennie Stenerhag, Falu CK                                | 3.07.49 | [ 8 ]  |
| 12 augusti 2017 | Jennie Stenerhag, Falu CK                                | 3.05.26 | [ 9 ]  |
| 11 augusti 2018 | Hildegunn Gjertrud Hovdenak, Nesset CK                   | 3.04.39 | [ 10 ] |
| 10 augusti 2019 | Elisabeth Sveum, Kloppa Offroad Klub                     | 3.08.41 | [ 11 ] |
| 15 augusti 2020 | Inställt                                                 |         | [ 4 ]  |
| 19 oktober 2021 | Jennie Stenerhag, Falu CK                                | 3.11.23 | [ 12 ] |
| 13 oktober 2022 | Sandra Salinger, Mix Sports Club                         | 3.04.00 | [ 13 ] |
| 12 augusti 2023 | Amanda Bohlin, CK Hymer                                  | 3.25.57 | [ 14 ] |
| 10 augusti 2024 | Jenny Rissveds, Falu Cykelklubb                          | 3.06.41 | [ 17 ] |
| 9 augusti 2025  | Amanda Bohlin, CK Hymer                                  | 3.25.57 | [ 18 ] |

## Doping
År 2012 kom Nina Gässler först i mål, men då det visade sig att hon hade lämnat ett positivt dopingprov i samband med Farrisloppet i Norge den 16 juni det året så fråntogs hon senare vinsten. Segrare år 2012 blev istället Jennie Stenerhag.

### Fotnoter
1. 1 2 3  ”Cykelvasan 2017 – Nordens största MTB-lopp”. http://www.vasaloppet.se/nyheter/infor-cykelvasan-2017-nordens-storsta-mtb-lopp-som-vaxer-varje-ar/. Läst 14 augusti 2016.
2. ↑  ”Redan fler än 2000 anmälda till Cykelvasan 2011”. Vasaloppet. 24 januari 2011. https://www.mynewsdesk.com/se/vasaloppet/pressreleases/redan-fler-aen-2000-anmaelda-till-cykelvasan-2011-568426. Läst 3 mars 2012.
3. ↑  ”Facts, statistics, information, history and trivia about Cykelvasan 2015, the largest Nordic mountain bike race” (på engelska). https://www.vasaloppet.se/en/news/facts-statistics-information-history-and-trivia-about-cykelvasan-2015-the-largest-nordic-mountain-bike-race/. Läst 1 mars 2024.
4. 1 2 3  ”Cykelvasan ställs in – ”Jag tycker det är ett klokt val””. https://www.svt.se/sport/mountainbike/cykelvasan-stalls-in. Läst 27 februari 2024.
5. ↑  om Cykelvasan 90, Läst 24 juni 2016
6. ↑  Viktor Andersson (9 augusti 2019). ”En avliden under Cykelvasan” (på svenska). SVT Sport. https://www.svt.se/sport/cykel/en-avliden-under-cykelvasan-foll-ihop-ute-pa-banan. Läst 9 augusti 2019.
7. 1 2 3 4 5 6 7 8 9 10 11 12 13 14  ”Historiska segrare”. Vasaloppet. Arkiverad från originalet den 16 september 2016. https://web.archive.org/web/20160916113925/http://www.vasaloppet.se/wp-content/uploads/sites/1/2016/05/historiska_segrare_vasaloppet_sve_2016-05-03.pdf. Läst 13 augusti 2016.
8. 1 2  ”Stenerhag historisk vinnare av Cykelvasan”. Svt sport. 13 augusti 2016. http://www.svt.se/sport/cykel/stenerhag-historisk-vinnare-av-cykelvasan/?. Läst 16 augusti 2016.
9. 1 2  ”Jennie Stenerhag och Jonas Ahlstrand vann Cykelvasan 2017”. Vasaloppet. 12 augusti 2017. http://www.mynewsdesk.com/se/vasaloppet/pressreleases/jennie-stenerhag-och-jonas-ahlstrand-vann-cykelvasan-2017-2105626. Läst 14 augusti 2017.
10. 1 2  ”Olsson och Hovdenak vann Cykelvasan”. Vasaloppet. 11 augusti 2018. http://www.vasaloppet.se/nyheter/olsson-och-hovdenak-vann-cykelvasan-90-2018/. Läst 25 augusti 2018.
11. 1 2  Björn Becksmo, Theo Bylund (10 augusti 2019). ”Vinnarna i årets Cykelvasan” (på svenska). SVT Sport. https://www.svt.se/sport/cykel/vinnararna-i-arets-cykelvasa. Läst 10 augusti 2019.
12. 1 2  ”Jennie Stenerhag och Kristian Klevgård vann Cykelvasan 90 Elit 2021”. https://www.vasaloppet.se/nyheter/jennie-stenerhag-och-kristian-klevgard-vann-cykelvasan-90-elit-2021/. Läst 28 februari 2024.
13. 1 2  ”Emil Lindgren och Sandra Salinger vann Cykelvasan 90 2022”. https://www.vasaloppet.se/nyheter/emil-lindgren-och-sandra-salinger-vann-cykelvasan-90-2022/. Läst 28 februari 2024.
14. 1 2  ”Amanda Bohlin vinner Cykelvasan 2023”. https://www.svt.se/sport/cykel/cykelvasan-4. Läst 28 februari 2024.
15. ↑  ”Jenny Rissveds och Simon Andreassen vann Cykelvasan 90 2024”. vadaloppet.se. 10 augusti 2024. https://www.vasaloppet.se/nyheter/jenny-rissveds-och-simon-andreassen-vann-cykelvasan-90-2024/. Läst 9 augusti 2025.
16. ↑  ”Amanda Bohlin och Østen Brovold Midtsundstad vann Cykelvasan 90 2025”. vadaloppet.se. 9 augusti 2025. https://www.vasaloppet.se/nyheter/amanda-bohlin-och-osten-brovold-midtsundstad-vann-cykelvasan-90-2025/. Läst 9 augusti 2025.
17. ↑  ”Jenny Rissveds och Simon Andreassen vann Cykelvasan 90 2024”. vadaloppet.se. 10 augusti 2024. https://www.vasaloppet.se/nyheter/jenny-rissveds-och-simon-andreassen-vann-cykelvasan-90-2024/. Läst 9 augusti 2025.
18. ↑  ”Amanda Bohlin och Østen Brovold Midtsundstad vann Cykelvasan 90 2025”. vadaloppet.se. 9 augusti 2025. https://www.vasaloppet.se/nyheter/amanda-bohlin-och-osten-brovold-midtsundstad-vann-cykelvasan-90-2025/. Läst 9 augusti 2025.
19. ↑  Cykelvasavinnare var dopad Arkiverad 16 augusti 2013 hämtat från the Wayback Machine., 14 augusti 2013